# Giacomo Bendotti
Giacomo Bendotti (Roma, 1984) è uno scrittore, sceneggiatore e fumettista italiano.

## Biografia
Romano della periferia di Cesano, ha frequentato la Scuola Romana dei Fumetti e si è laureato al DAMS dell'Università degli Studi Roma Tre; nel 2010 si è diplomato in sceneggiatura presso il Centro Sperimentale di Cinematografia. Ha pubblicato una prima graphic novel su Giovanni Falcone e una seconda su Paolo Borsellino. 
Per il cinema ha scritto la sceneggiatura di numerosi cortometraggi. Al film Scialla! (Stai sereno), di Francesco Bruni, ha collaborato come storyboard artist e assistente alla regia e, dello stesso film, ha scritto l'omonima novellizzazione, che si è aggiudicata il "Premio Ostiglia Arnoldo Mondadori - Un libro al cinema"  organizzato dal comitato del Festival Internazionale di Cinema d’Arte, tenutosi a Ostiglia il 6 e 7 ottobre 2012.

Nel 2015 è co-sceneggiatore de L'attesa, film per la regia di Piero Messina che è stato presentato in concorso alla 72ª Mostra internazionale d'arte cinematografica di Venezia.

## Opere
- Giovanni Falcone, Padova, BeccoGiallo, 2011; nuova edizione PaperFirst 2020
- Scialla! (Stai sereno), Milano, Arnoldo Mondadori Editore,  2011[4]
- Paolo Borsellino. L'agenda rossa, Padova, BeccoGiallo, 2012; nuova edizione PaperFirst 2020

## Filmografia

### Cinema
- L'attesa, regia di Piero Messina, 2015.[5]
- Una storia senza nome, regia di Roberto Andò (2018)
- Another End, regia di Piero Messina (2024)

### Televisione
- Chiamami ancora amore - serie TV (2021)

## Riconoscimenti
- Nastro d'argento
  - 2019 - Candidatura alla migliore sceneggiatura per Una storia senza nome
  - 2024 - Miglior soggetto per Another End